# Kreationism

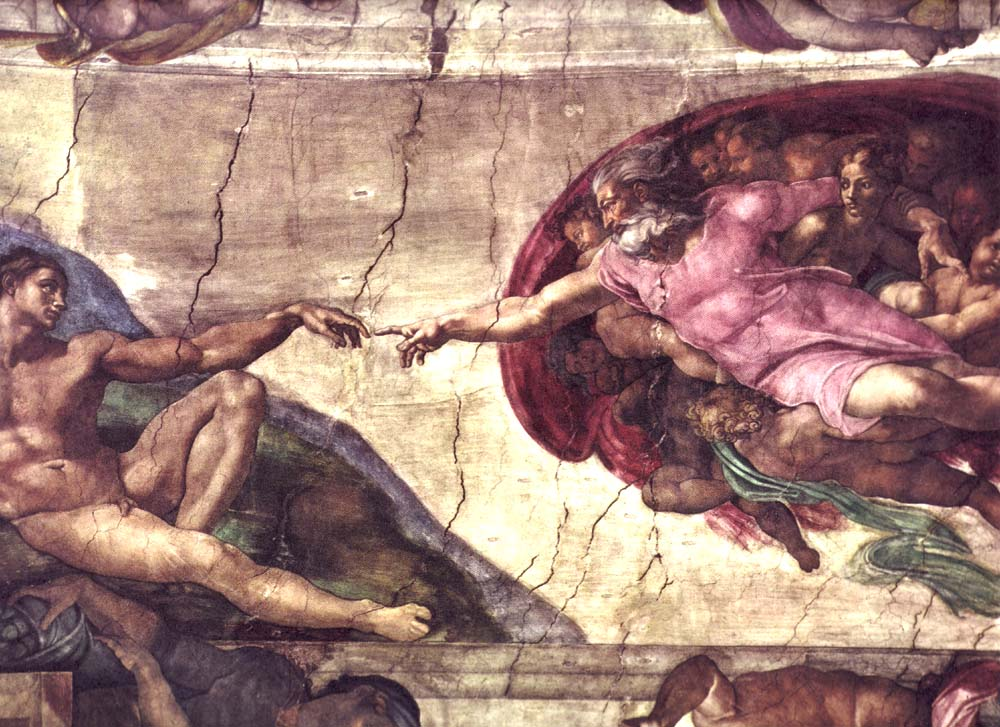
En del av Michelangelos målning av Sixtinska kapellet innehåller Guds skapelse av Adam.

Kreationism eller skapelsetro är uppfattningen att världen och allt levande helt eller delvis har tillkommit genom avsiktlig gudomlig skapelse och en övernaturligt styrd process istället för enbart genom naturliga händelser som saknar mål och mening. Bland skapelsetroende finns ett brett spektrum av uppfattningar om hur bokstavligt eller symboliskt olika religiösa urkunders skapelseberättelser ska tolkas. Kreationister avvisar i allmänhet makroevolution. När kreationism har vetenskapliga anspråk betraktas den som pseudovetenskap.

## Ideér inom kreationism
Gemensamt för kreationister är att de avvisar metafysisk naturalism (antagandet att allting i verkligheten har naturliga och inte övernaturliga orsaker). När naturvetenskaplig forskning drar slutsatser som motsäger mer eller mindre bokstavlig tolkning av skapelseberättelser, så avvisas i regel dessa slutsatser av kreationister. I vissa fall accepteras observationerna men de underliggande vetenskapliga teorierna ifrågasätts, i andra fall ifrågasätts de metoder som används, exempelvis för datering. Skapelselärans alternativa hypoteser beskrivs av forskare som komplicerade ad hoc-hypoteser som bör undvikas enligt Occams rakkniv. Av dessa anledningar betecknar idag de flesta vetenskapsmän, i synnerhet biologer och geologer, såväl vetenskaplig kreationism som andra former av kreationism som pseudovetenskap. Däremot accepteras oftast teistisk evolution av religiöst troende naturvetenskapliga forskare.
Kreationister avvisar i allmänhet tanken på att makroevolution skulle ha gett upphov till nya arter eller grupper av arter (begreppet saknar exakt avgränsning), och idén om att allt biologiskt liv skulle ha gemensamt ursprung, i synnerhet att människan skulle vara släkt med övriga djur. Dock accepterar man att så kallad mikroevolution kan ge upphov till utveckling inom en art eller grupp av arter, med hänvisning till att detta har kunnat påvisas i laboratorieexperiment och observeras i naturen i historisk tid. Som argument mot makroevolution pekar man på den påstådda bristen på fynd av mellanformer, även där sådana hittats, men inte av kreationister accepterats som sådana som mellan landdjur och fisk, apa och människa, etc. Forskare presenterar emellertid en lång rad argument för gemensamt ursprung och makroevolution. Vissa förespråkare för intelligent design (av många forskare betraktat som en variant av kreationism), accepterar makroevolution och gemensamt ursprung, men ifrågasätter att detta är tillräckligt som enda förklaring till exempelvis människans själsliga förmågor, och tror att livet avsiktligt modifierats vid några tillfällen under dess utveckling.
Kreationister avvisar även att livets uppkomst kunde ha inträffat slumpmässigt efter en serie kemiska reaktioner (abiogenesis, ej evolution), och pekar på att det fortfarande inte finns någon komplett naturalistisk teori som kan förklara den första cellens uppkomst strax efter jordens tillkomst. Falsariet med Piltdown-mannen, och byten av vetenskapliga paradigm, används som argument mot vad man betraktar som en närmast religiös vetenskapstilltro i dagens samhälle.
Andra kontroversiella områden för vissa kreationister är jordens geologiska historia och universums ålder, existensen av rovdjur före syndafallet, existensen av dinosaurier och andra förhistoriska djur före människan, universums uppkomst genom en slumphändelse vid big bang och bildandet av solsystemet innan jorden, i fel ordning jämfört med skapelseberättelsen. Andra kreationister pekar på att big bang-teorin fick forskarna att överge tanken på att universum funnits i evighet, och således ger stöd för tanken på en skapelse. Debatter mellan företrädare för olika kreationistiska inriktningar och skeptikerrörelsen är vanligt förekommande.

## Kreationismens utbredning
Innan olika evolutionsteorier uppstod i början av 1800-talet, var kreationism den dominerande uppfattningen om jordens tillkomst, även bland vetenskapsmän.
Kreationistiska strömningar finns inom flera religioner. Kristen och judisk kreationism är oftast baserad på uppfattningen att gamla testamentets skapelseberättelse skall tolkas bokstavligt, medan islamisk kreationism bygger på motsvarande tolkning av Koranen. Kristen kreationism förespråkas bland annat av organisationer som amerikanska Institute for Creation Research (ICR) och Answers in Genesis (AiG) och svenska Genesis. Kreationistiska uppfattningar är vanliga inom kristen fundamentalism, pingströrelsen, trosrörelsen, evangelikala kyrkor, delar av baptismen, Jehovas vittnen, Jesu Kristi Kyrka av Sista Dagars Heliga, m.fl.
Många kyrkor och andra religiösa rörelser ser ingen konflikt mellan religion och evolutionsteorin. Kreationism är mindre vanlig inom judendom, bland liberalteologiska kristna och i samfund som t.ex. katolska kyrkan, Svenska kyrkan och Svenska Missionskyrkan. I dessa sammanhang är istället Teistisk evolution ett utbrett synsätt. Kreationism är även ovanlig inom buddhismen och hinduismen, liksom bland agnostiker samt givetvis bland ateister.
Sedan de första naturvetenskapliga upptäckterna har ett flertal förslag för att åstadkomma en jämkning mellan utvecklingslära och kreationism framförts. Ett av de tidigaste var den av biskopen av Chester, senare ärkebiskop John Bird Sumner i Treatise on the Records of Creation (1816) framlagda tanken om att skapelseberättelsens sex dagar egentligen skulle motsvara sex perioder. Baserat på Georges Cuviers tankar om ett flertal geologiska katastrofer som utrotat förhistoriskt liv, presenterad i Essay on the Theory of the Earth (1813), lade Robert Jameson fram en teori om att den senaste katastrofen varit syndafloden. Dessa teorier omfattades bland annat av William Buckland, som 1823 i Reliquiæ Diluvianæ, or, Observations on the Organic Remains attesting the Action of a Universal Deluge framlade vad han ansåg vara bevis för en syndaflod som han ansåg vara den sista i den serie katastrofer Cuvier stipulerat. Trots stor popularitet fick Bucklands skrift starkt motstånd från mer bibeltrogna kretsar, samtidigt som hans belägg för syndafloden kom att kritiseras som svaga av geologer. Trots detta kom föreställningen om ett flertal skapelser och efterföljande katastrofer att dominera föreställningarna, fram till dess att evolutionsläran fick sitt genombrott på 1860-talet.
Kreationistiska strömningar finns också inom andra religioner. Medlemmar av delar av den nordamerikanska ursprungsbefolkningen har hävdat att världen och människorna alltid har funnits, andra har olika skapelsemyter.
Kreationism avviker ofta så mycket från den konventionella vetenskapen att man blir tvungen att ifrågasätta etablerade teorier inte bara inom biologi utan även inom fysik, astronomi, geologi, hydrologi, kosmologi, arkeologi, historia, paleontologi och språkvetenskap. När kreationism gör vetenskapliga anspråk betraktas den som pseudovetenskap.

## Kristen kreationism

### Historia
Föreställningen att världen har skapats av en eller flera gudar är lika gammal som religionen, men begreppet "vetenskaplig kreationism" uppstod inte förrän på 1920-talet i USA.
Amerikanska kristna grupper såg evolutionsteorin som en del av den ökande sekulariseringen i samhället, och som ett hot mot kristna trossatser och värderingar. Eftersom de statliga skolorna måste vara neutrala i religiösa frågor, fanns det knappt någon religionsundervisning, och evolutionsteorin fick stå oemotsagd.
På 1920-talet var undervisning i evolutionsteorin förbjuden i Tennessee. Läraren John Scopes åtalades år 1925 för att ha brutit mot förbudet. Han dömdes till böter på 100 USD, men domen upphävdes senare på grund av ett rättegångsfel. Anhängare och motståndare till evolutionsteorin utnyttjade den uppmärksammade rättegången för att föra fram sina argument.
Kristna grupper lyckades driva igenom lagar mot evolutionsundervisning i flera delstater, men efter ett antal års processande ansåg USA:s högsta domstol att dessa lagar inte var religionsneutrala, och avvisade dem som stridande mot konstitutionens tillägg om religionsfrihet.
Lösningen för de kristna intressegrupperna blev att skapa en egen vetenskaplig teori om skapelsen, som kunde tävla med evolutionsteorin på lika villkor i de statliga skolorna. Det var så begreppet vetenskaplig kreationism (creation science) föddes.

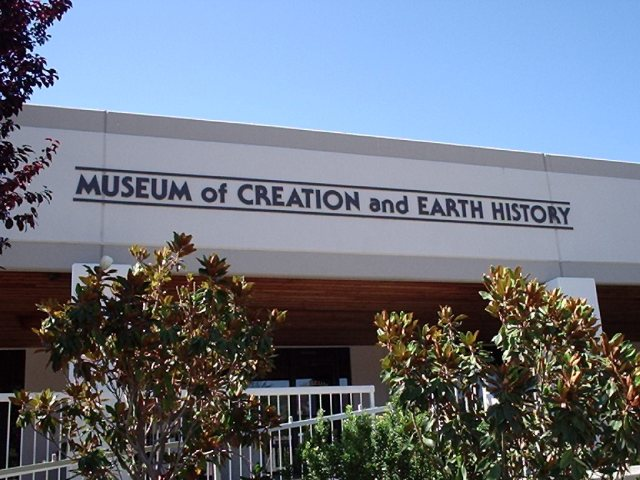
Museum of Creation i Dallas, USA

Kristna grupper drev igenom lagar i flera delstater om att undervisning om kreationism skulle få lika mycket tid som evolutionsundervisning i de statliga skolorna, men efter flera års processer avvisades även dessa lagar av USA:s högsta domstol. Kreationism ansågs av domstolen vara mer av en religion än en vetenskap.
I dag lägger man fokus på en ny teori, Intelligent Design (ID), som hävdar att världen måste vara skapad men som inte går närmare in på vem som skapat den, och som inte förutsätter att det gått till såsom Bibeln beskriver det. Än så länge har USA:s högsta domstol inte tagit ställning till om man ska få tala om ID som en vetenskaplig teori i de statliga skolorna men en domstol i Pennsylvania beslutade i december 2005 att en skola i staden Dover inte fick undervisa om ID som vetenskap.
I Sverige talas numera inte så mycket om kreationism i den allmänna debatten utan huvudsakligen inom olika kristna grupper. Det politiska inflytandet förefaller vara litet. Det enda riksdagsparti som offentligt rymmer kreationister är Kristdemokraterna. Deras dåvarande ledare Alf Svensson gjorde i en intervju i Dagens Eko i augusti 2002 uttalanden som kunde tolkas som stöd för kreationism, men efter kritik mildrade han dessa uttalanden. De kristdemokratiska riksdagsledamöterna Tuve Skånberg och Per Landgren har producerat motioner respektive böcker om kreationism. Kristdemokratiska Ungdomsförbundets förra ordförande Ella Bohlin är också uttalad kreationist. Kreationism ingår dock inte i partiets politik.

## Former av kristen kreationism
Det finns åtskilliga former av kreationism med delvis inbördes oförenliga uppfattningar om universums, jordens, de levande organismernas och mänsklighetens historik. Bland de kristna formerna finns bland andra Vetenskaplig kreationism eller skapelselära (eng. creation science) som är alternativa hypoteser och förklaringar som utgör försök att förena naturvetenskapliga observationer med kreationism. Gammaljordskreationism är en ståndpunkt som accepterar vetenskapens långa tidsåldrar och kombinerar detta med övernaturlig förklaring av uppkomsten av biologisk mångfald. Ungjordskreationism är ståndpunkten att vetenskapens långa tidsåldrar är skenbara och att tidsuppgifter i Gamla testamentets skapelseberättelse skall tolkas mer bokstavligt, där varje skapelsedag i Gamla testamentet tolkas som högst 1 000 år, och människan enligt Bibelns släkttavlor har existerat i drygt 6 000 år, varför jorden kan ha existerat i högst 10 000 år.
De vanligaste formerna av kristen kreationism följer här:
| Form / ämne            | Människan | Övriga arter | Jorden                                                                   | Universum                       |
| ---------------------- | --- | --- | ------------------------------------------------------------------------ | ------------------------------- |
| Ungjordskreationism    | Direkt skapad för ca 6.000 år sedan. | Varje art är separat skapad. Endast mikroevolution förekommer. Rovdjur fanns ej före syndafallet. | Mindre än 10.000 år gammal. Jordlagren omkastade av global översvämning. | Mindre än 10.000 år gammal.     |
| Gap-kreationism        | Direkt skapad. | Direkt skapade och återskapade, vid två skapelsetillfällen med långt tidsspann emellan. Endast mikroevolution. | Vetenskapligt vedertagen ålder.                                          | Vetenskapligt vedertagen ålder. |
| Day-age-kreationism    | Direkt skapad. Förespråkare har olika uppfattningar om ålder.                                                                                      | Direkt skapade. Förespråkare har olika uppfattningar om ålder. Skapelse skedde vid flera tillfällen under sex långa tidsperioder (tusentals, miljoner eller miljarder år) i samma ordningsföljd som skapelseberättelsen.                       | Vetenskapligt vedertagen ålder.                                          | Vetenskapligt vedertagen ålder. |
| Progressiv kreationism | Direkt skapad. Förespråkare har olika uppfattningar om ålder.                                                                                      | Arter skapades vid många tillfällen. Endast mikroevolution. | Vetenskapligt vedertagen ålder.                                          | Vetenskapligt vedertagen ålder. |
| Intelligent design     | Förespråkare har olika uppfattningar. Till exempel Behe accepterar evolution från primater. Människan kan vara en genmodifierad/omdesignad primat. | Några förespråkare accepterar gemensamt ursprung och makroevolution. Ingripande av en "intelligent designer" skedde vid livets ursprungliga uppkomst och i evolutionen vid några tillfällen, vilket skulle bevisas av irreducibel komplexitet. | Vetenskapligt vedertagen ålder.                                          | Vetenskapligt vedertagen ålder. |

### Ungjordskreationism
Detta är den mest kontroversiella formen av kreationistism. Den tolkar Bibelns skapelseberättelse och släkttavlor i hög grad bokstavligt, inklusive kronologin, vilket medför att universum och jorden skapades mellan 8000 och 4000 år före Kristi födelse. Den mest radikala tolkningen baseras på den beräkning som första gången publicerades av James Ussher att människan skapades den 23 oktober år 4004 f.Kr. enligt en bokstavlig tolkning av de gammaltestamentliga släkttavlorna. Även kreationister som tror att de sex skapelsedagarna kan åsyfta sex tidsperioder om högst 1000 år snarare än sex 24-timmarsdygn, med hänvisning till att Bibeln talar om att en dag kan betyda tusen år, innefattas i ungjordskreationism. Eftersom jorden skapades under den andra skapelsedagen och människan fyra dagar senare kan jordens ålder således vara mellan ungefär 6.000 och 10.000 år enligt ungjordskreationismen. Ibland används det engelska namnet Young Earth Creationism, YEC.
Anhängare anser ofta också att berättelsen om syndafloden ska tolkas bokstavligt, och att syndafloden var världsvid och därför ger en alternativ förklaring till jordens geologiska lager. Man spekulerar i att ljusets hastighet kan ha varit avsevärt högre tidigare, som förklaring till geologiska och astronomiska dateringar.
Det finns en liten skara som även hävdar att jorden är stilla och att den är universums centrum. Dessa grupper ignoreras dock av de flesta anhängare av ungjordskreationism. Ungjordskreationism har en viss spridning i Sverige och övriga Europa, men är vanligare i USA, där de evangelikala kyrkosamfunden har en starkare position. Den ligger till grund för utställningarna i Skapelsemuseet i Petersburg, Kentucky.
Ungjordskreationism anför som argument att skapelseberättelsen tydligt anger att det är fråga om ett skapande under sex dagar eller epoker om högst tusen år, i den ordningsföljd som skapelsberättelsen anger, och att Bibelns genealogier gör det möjligt att uppskatta tiden sedan skapelsen.

### Vetenskaplig kreationism
Skapelsevetenskap eller vetenskaplig kreationism är en pseudovetenskaplig form av ungjordskreationism som påstår sig erbjuda vetenskapliga argument för vissa bokstavstrogna tolkningar av Bibeln. Den presenteras ofta utan ett tydligt trosbaserat språk, men förlitar sig istället på att omtolka vetenskapliga resultat för att hävda att olika myter i Första Mosebok och andra utvalda bibliska berättelser är vetenskapligt giltiga. De vanligaste idéerna inom vetenskaplig kreationism inkluderar skapelseteorier baserade på skapelseberättelsen i Första Mosebok och flodgeologi baserad på berättelsen om syndafloden. Anhängarna hävdar också att de kan motbevisa eller omförklara en mängd olika vetenskapliga fakta, teorier och paradigmer inom geologi,
 kosmologi, biologisk evolution,arkeologi, historia och lingvistik med hjälp av skapelsevetenskap. Vetenskaplig kreationism utgjorde grunden för Intelligent design.

### Gammaljordskreationism
Denna inriktning tolkar Bibelns skapelseberättelse bokstavligt, men läser kronologin mer symboliskt än ungjordskreationism. Gammaljordskreationister hävdar, att jorden och universum är många miljarder år gamla, och att växter och djur skapades avsevärt senare än övriga världen. Dess anhängare godtar ofta vetenskapliga dateringar inom astronomi och geologi. En mildare variant accepterar att även makroevolution pågick innan Gud skapade människan. Ibland används det engelska namnet Old Earth Creationism, OEC.
Gammaljordskreationism är mindre vanlig än ungjordskreationism.
Även gammaljordskreationister anför följande bibelcitat som argument för att skapelseberättelsens användande av ordet dag kan avse mycket långa perioder, men menar att det kan vara avsevärt längre tid än tusen år:
"Men en sak får ni inte glömma, mina kära: för Herren är en dag som tusen år och tusen år som en dag." (2 Pet 3:8)
Tusen år är i dina ögon
som den dag som förgick i går,
som en av nattens timmar. (Ps 90:4)
Det finns flera former av gammeljordskreationism. Den vanligaste är progressiv kreationism, där varje art eller grupp av arter antas ha skapats var för sig vid ett stort antal skapelsetillfällen. Jehovas vittnen är gammeljordskreationister som talar om sex "kreativa perioder" motsvarande Bibelns skapelsedagar.

#### Dag-tidsepokskreationism
En mindre vanlig form av gammaljordskreationism är day-age creationism ("dag-tidsepoks-kreationism"), där skapelsedagarna betraktas som mycket långa perioder. Gud antas då ha en annan tidsuppfattning och dygnsindelning än den som gäller på jorden. 

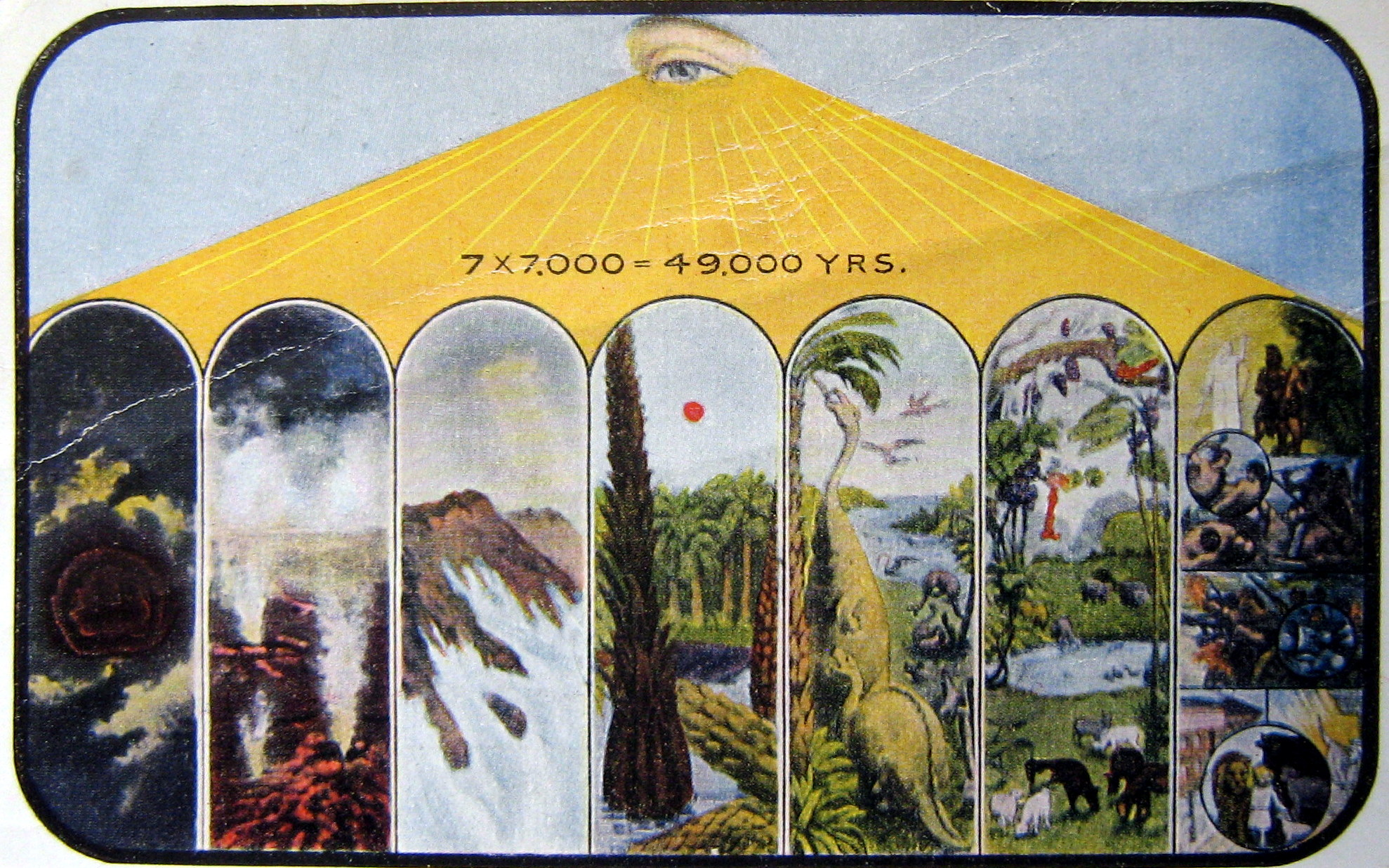
Vykort utgivet av Internationella Bibelstudiesällskapet i Örebro ca 1919. Vykortet återger ett exempel på day-age-kreationism, här tänkt som 7 skapelsedagar om vardera 7.000 år. Baksidan med bibelreferenser som kan antas styrkas en sådan tolkning.

#### Tidsspannskreationism
En annan mindre vanlig form av gammaljordskreationism, som formulerades i slutet av 1800-talet, är gap creationism ("tidsspannskreationism"), också kallad restitution creationism (återskapelsekreationism). Här förutsätter man en för-Adamsk skapelse som förstörs innan 1 Mosebok 1:2, där Gud återskapar världen på sex 24-timmarsdygn och skapar Adam och Eva. Ett långt tidsgap antas i berättelsen mellan de två separata skapelserna. Tolkningen bygger på antagandet att 1 Mos 1:2 egentligen bör översättas enligt följande: "Och jorden var utan form och innehåll..." De sex dagarna i skapelsen (vers 3 och framåt) börjar någon gång efter det att jorden var "utan form och innehåll." Teorins anhängare kan därmed acceptera en vetenskapligt etablerad datering av jorden och universum, med bibehålla en bokstavlig tolkning av den bibliska texten. Vissa anhängare av teorin utökar den grundläggande teorin genom att föreslå ett "grundläggande skapande" av biologiskt liv i "tidsluckan". Detta tros vara "den värld som då var" som nämns i 2 Petr 3:3-7. Fossil och arkeologiska ruiner som är äldre än 6.000 år hänförs i allmänhet till denna "värld som då var", som också kan vara förenad med Lucifers uppror. Dessa åsikter blev populär vid publikationer av hebreiska lexikon såsom Stark's Concordance och bibelkommentarer såsom Scofield Reference Bible och Companion Bible.

### Intelligent Design
Intelligent design (ID) växte fram under senare delen av 1900-talet. Den utgår från att en eller flera icke namngivna intelligenser har medverkat i utvecklingen av växter och djur. ID-anhängare hävdar att delar av organismer är för komplexa för att ha uppstått utan hjälp av en intelligent designer. Uttrycket "irreducibel komplexitet" används om sådana organ som inte antas kunna fungera om en del saknas. Detta anses visa att de designats kompletta från början. Uttrycket infördes av biokemisten Michael Behe som har fått mycket kritik, inte minst för att han ignorerar de evolutionära förklaringar till hans exempel som presenterats.
Intelligent design är framförallt vanligt inom konservativ kristenhet som stöd för åsikten att den kristna guden skapade världen. Anhängare till ungjordskreationism och gammaljordskreationism använder ibland argument hämtade från ID. Även det motsatta förekommer: i Doverrättegången (se ovan) påpekades att en av ID:s böcker var en före detta kreationistbok som omredigerats och fått "Gud" utbytt mot "intelligent designer" men i övrigt var praktiskt taget identisk.
Sedan USA:s högsta domstol slagit fast att skolundervisning i kreationism på lektioner i naturvetenskap inte är förenlig med den amerikanska författningen har intelligent design fått ett uppsving bland kristna kreationister som hävdar att den ska likställas med evolutionsteorin i skolorna. Kreationism i denna form har ännu inte prövats av Högsta domstolen.
Den så kallade Raelrörelsen tror även på ID. I detta specifika skall det enligt anhängarna vara utomjordingar som designat livet som det ser ut på jorden.

## Hinduisk kreationism
Den hinduiska kreationismen bygger på hinduistisk religion. Den finns liksom kristen kreationism i många varianter, men de mer extrema hävdar att Universum är triljoner (miljard miljarder) år gammalt, och att både människor och annat liv har funnits här sedan begynnelsen, utan någon evolution., och att människor och djur kommer från högre former ("rena andar").
Deras arbete åberopas ibland av kristna ungjordskreationister, dock utan att nämna den ålder som de hinduistiska kreationisterna påstår dessa fynd skulle ha.

## Islamisk kreationism
Det har på senare tid gjorts en del försök att förklara världens, universums och livets skapelse utifrån Koranen. Dessa bygger på ett antal verser, som hävdas utgöra utgångspunkter för islams förklaringar till en skapelse:
"Han är också den, som skapat natten och dagen, solen och månen, så att båda vandra sin egen bana ( kretslopp)" (Koranen 21:33)
"Vi har byggt världsalltet och det en fast struktur, och förvisso är det vi som utvidgar den" (51:47)
Himlen har i Koranen ofta innebörden "universum", "världsallt" och pluralformen ("himlarna") kan beteckna "kosmiska system" eller "stjärnsystem". Uppfattningen om ett "expanderade universum", att världsalltet, visserligen begränsat likväl ständigt expanderar, förebådas här klart enligt de muslimska kreationisterna .
" Inser de inte, de som vill förneka sanningen, att himlarna och jorden (en gång) utgjorde en enda sammanhållen massa och att vi skilde dem åt? Och de vet inte att vi låtit allt liv uppstå av vatten? Har de då ingen tro?" (21:30)
Versen om "himlarna och jorden" som världsalltet menar man förebådar den nutida astrofysiska teorin om universums uppkomst. Genom utsagan om den sammanhållna härstamningen ur en koncentrerad massa, som i sin förlängning skilts ut undan för undan och bildar nya enheter i form av stjärnor, planeter och satelliter. Förklaringen att Gud (Allah) "har låtit allt liv uppstå ur vatten" uttrycker enligt de muslimska kreationisterna en vetenskaplig sanning. Vattnet - havet var den miljö som prototypen för all levande materia uppstod i. Bland flytande kroppar (vätskor) är vatten den enda som besitter för livets uppkomst och utveckling nödvändiga speciella egenskaper.
" Och Gud har skapat alla levande varelser av vatten, bland dem finns de som krälar på buk, de som går på två ben och de som går på fyra. Gud skapar vad han vill - Gud har allt i sin makt" (24:45)
Den arabiska uttrycket för levande varelse (dabbah) betecknar alla självrörliga levande väsen, det vill säga hela djurvärlden inklusive människan. Därmed förnekar inte dessa kreationister alla delar av de evolutionära processerna. Källan till den stora variationen i den biologiska världen, där de nu förekommande arterna alla är besläktade, påstår versen alltså ha ett gemensamt ursprung, vatten. Koranen säger även att människan skapades från lera. I Nahj al-Balagha beskriver den förste shiaimamen Ali ibn Abi Talib processen om hur Gud skapade människan genom att forma lera som Gud blandade med vatten.
En populär företrädare för islamisk kreationism är Adnan Oktar, även känd som Harun Yahya.

## Konkurrerande idéer

### Teistisk evolution
Teistisk evolution är uppfattningen om att evolutionen startats eller påverkats av gudomligt ingripande, eller är en avsiktlig konsekvens av naturlagar som formulerats av en skapare, men att vetenskapens beskrivning av tidsförloppen och evolutionens mekanismer är förenlig med en religiös tro. Dock anser inte alla företrädare för detta synsätt att biologiska förklaringar räcker som förklaring till människans godhet, ondska och religiösa behov. Detta synsätt är accepterat på bred front inom äldre samfund, till exempel katolska kyrkan och svenska kyrkan.
| Form / ämne        | Människan | Övriga arter | Jorden                                                                                       | Universum |
| ------------------ | --- | --- | -------------------------------------------------------------------------------------------- | --- |
| Teistisk evolution | Människans biologi har utvecklats från primater. Några förespråkare anser dock att evolutionen inte ensam kan förklara människans själsliga förmågor, altruism, ondska/arvs ynd, gudsmedvetande, samvete, kultur etc. | Evolution från gemensamt ursprung. Livet uppkom genom en slumphändelse, men skapades indirekt som resultat av naturlagar utformade av Gud. | Vetenskapligt vedertagen ålder. Indirekt skapad som resultat av naturlagar utformade av Gud. | Vetenskapligt vedertagen ålder. Naturlagarnas ändamålsenlighet bevisar att de utformats av Gud (teleologiska gudsbeviset). |

## Debatt om kreationism
Många olika argument har figurerat i debatten mellan kreationister och dem som argumenterar för den vetenskapliga världsbilden. Även debatter mellan kreationister förekommer, eftersom de olika varianterna av kreationism motsäger varandra grovt. Anhängare av ID kritiseras till exempel av ung-jordskreationister bland annat för att de kan tro på en gammal jord och för att de inte säger att lidande och död är en följd av syndafallet.
Ett teologiskt argument för kreationism är att om Gud använde evolution för att skapa människan (såsom anhängarna av teistisk evolution tror) skulle han avsiktligt och cyniskt ha använt sjukdomar, död och lidande redan innan syndafallet, och låtit den "starkare" överleva och den "svaga" gå under. Detta menar kreationister inte stämmer med Gudsbilden i deras religion. Anhängarna av teistisk evolution menar att detta bara är en del av teodiceproblemet.
I debatten mellan kreationister och anhängare av teistisk evolution diskuteras även den filosofiska frågan om slumpmässig utveckling är förenlig med tanken på en ändamålsenlig skapelse, och på att Gud skulle ha en plan och ett syfte med skapelsen.
Kreationister menar att evolutionsteorin inte bör ses som sanning eftersom den enligt deras sätt att se det bara är en teori bland andra. Detta resonemang är dock en ekvivokation - i vardagligt språkbruk är en teori en gissning, det vill säga det som inom vetenskap kallas hypotes, medan en teori i vetenskapligt språkbruk är en konsistent förklaringsmodell (det vill säga ett paradigm) grundad på vetenskapliga observationer.
Debatter mellan företrädare för olika kreationistiska inriktningar och deras meningsmotståndare är därför vanligt förekommande.

## Kreationistiska argument
Vissa argument som förs fram i debatten ligger utanför det område som vetenskapen behandlar, och de kan därför varken bekräftas eller motbevisas med vetenskapliga metoder. Stephen Jay Gould betraktade till och med vetenskap och religion som kompatibla och komplementära områden som inte nödvändigtvis överlappar varandra. Bland sådana argument som inte kan utvärderas vetenskapligt finns exempelvis tanken på Gud som primus motor eller moraliska ställningstaganden. Andra, mer specifika argument och påståenden kan motbevisas vetenskapligt och de har också motbevisats upprepade gånger.
Eugenie Scott från USA:s National Center for Science Education talar om de centrala retoriska greppen som "kreationismens tre pelare": 
1. att evolution inte har vetenskapligt stöd eller till och med strider mot vetenskapliga fakta
2. att evolution är ett hot mot religionen, moralen och samhället
3. att rättvisan kräver att det är nödvändigt att lära ut kreationism jämsides med evolution[38]

### Argument om att evolution inte har vetenskapligt stöd
Kreationister använder ibland orden evolution eller evolutionsteori som ett sammanfattande namn för alla vetenskaper som motsäger deras version av skapelsen. Argumenten riktar sig inte enbart mot biologin utan också mot fysik, astronomi, geologi med flera. Svar på sådana argument har publicerats flera gånger.
Kreationister anser att orsaken till att vetenskapen underkänner deras argument är att det finns en konspiration som vetenskapsmän ingår i och/eller att vetenskapsmän bara tolkar det de ser ur ett filosofiskt materialistiskt perspektiv. Den vetenskapliga samfundets publikationskriterier tillåter nämligen inte hypoteser och teorier där Gud och övernaturliga (icke lagbundna och upprepningsbara) fenomen ingår. De är utanför den vetenskapliga metodens tillämpbarhet.
En annan vanlig metod är att peka på verkliga eller påstådda saker som vetenskapen inte känner till och antyda att de innebär att hela teorin skall förkastas. Ofta överdrivs legitima vetenskapliga argument och meningsskillnader, eller förvrängs för att det ska verka som om detaljfrågor gäller hela teoribyggen. Det förekommer vilseledande citat från vetenskapsmän, så kallad quote mining.
Argumentet grundar sig på tanken att det bara finns två alternativ: kreationism av den version som talaren stöder eller evolutionsteorin. Varje argument mot den gällande vetenskapliga uppfattningen antas därför vara ett argument för kreationism.

### Argument om evolutionen som hot
Evolutionsteorin ses ibland som ett hinder för människor att nå kristen tro. Vetenskapens slutsatser ses i detta synsätt som oförenliga med den egna tolkningen av Bibeln (eller motsvarande heliga skrifter). Evolutionen och vetenskapens materialism anses ha etiska konsekvenser och ses som grunden till mycket ont i världen som rasism och att människans unika värde suddas ut. Mer teologiska argument förekommer som till exempel att en kärleksfull gud inte kan använda kampen för överlevnad som verktyg.

### Argument för att lära ut kreationism jämsides med evolution
Det förekommer försök att förmå skolor i olika länder att lära ut kreationism. Argumenten baseras då på föreställningen att det finns en verklig vetenskaplig kontrovers. Om evolution då vore "felaktig", så skulle kreationism (normalt bara en viss religiös variant, inte till exempel hinduistisk) vara "alternativet".
I USA finns exempelvis en kampanj som framför allt drivs av anhängare till Intelligent Design under namnet "Teach the Controversy". Flera skolor i USA hade också undervisning i vetenskaplig kreationism som ett alternativ till bland annat evolutionen. Det utmanades i flera rättsfall, där amerikansk skollag tolkades att ingen religion fick favoriseras. För att göra teorierna mindre känsliga för sådana granskningar skapade förespråkare för vetenskaplig kreationism begreppet intelligent design, som inte explicit namnger vilken religion skaparen förekommer i.
I svensk debatt har den svenska kreationistiska föreningen Genesis argumenterat för att (kristen) kreationism ska läras ut i svenska skolor. 
Som argument för detta hänvisar de ibland, förutom religiösa skäl, till "tolerans mot oliktänkande" samt behovet av "mångfald" och "objektivitet". Evolutionsteorin har av några av dessa jämförts med öststatskommunismen. Tuve Skånberg, riksdagsledamot för Kristdemokraterna motionerade år 1992 om det han kallade "diskrimineringen av creationismen" i massmedia, läromedel i grundskola, gymnasium och högskola, samt vid tillsättande av doktorandtjänster. Skånberg har 2008 försvarat motionen.
Den kristna friskolan Andreasgymnasiet inspekterades år 2006 av Skolverket med anledning av att det förekommit undervisning om Intelligent Design. Rektorn Margareta Sundbom och läraren Mats Selander argumenterade senare i debatten för att Intelligent Design var en vetenskap.

## Källhänvisningar
1. ↑  Vetenskapsfilosofen Robert T. Pennock definierar till exempel kreationism som "...the rejection of evolution in favor of supernatural design". (Robert T. Pennock, Creationism and Intelligent Design, Annual Review of Genomics and Human Genetics. (Vol. 4: 143-163, Sept. 2003). (pdf-fil)
2. 1 2  Was Life Created? Arkiverad 6 juni 2014 hämtat från the Wayback Machine. Watchtower Online Library
3. ↑  Corey Carroll Review of "Life -- How did it get here?"
4. 1 2  ”The Pew Forum on Religion & Public Life: Religious Differences on the Question of Evolution”. Arkiverad från originalet den 22 april 2010. https://web.archive.org/web/20100422063106/http://pewforum.org/docs/?DocID=392. Läst 1 mars 2009.
5. ↑  ”The Pew Forum on Religion & Public Life: Religious Groups' Views on Evolution”. Arkiverad från originalet den 4 februari 2011. https://web.archive.org/web/20110204205945/http://pewforum.org/Science-and-Bioethics/Religious-Groups-Views-on-Evolution.aspx. Läst 5 februari 2011.
6. ↑  Statements from Religious Organizations Arkiverad 27 september 2006 hämtat från the Wayback Machine. – National Center for Science Education
7. ↑  Dinosauriejägarna, Deborah Cadbury
8. ↑  ”North American Legends - The Creation Story”. First People. Arkiverad från originalet den 21 mars 2012. https://web.archive.org/web/20120321080657/http://www.firstpeople.us/FP-Html-Legends/TheCreationStory-Iroquois.html. Läst 4 januari 2025.
9. ↑  Se till exempel:
  - National Academy of Sciences, 1999 Science and Creationism: A View from the National Academy of Sciences, Second Edition http://www.nap.edu/books/0309064066/html/25.html Arkiverad 16 maj 2008 hämtat från the Wayback Machine.
  - List of scientific societies rejecting intelligent design, engelska Wikipedia
  - Kitzmiller v. Dover page 83.
  - AAAS, USA:s största sammanslutning av vetenskapsmän (120 000 medlemmar) tar starkt avstånd från ID Arkiverad 13 november 2002 hämtat från the Wayback Machine..
  - Lista på uttalanden från vetenskapliga organisationer Arkiverad 28 mars 2008 hämtat från the Wayback Machine. rörande intelligent design och andra former av kreationism.
10. ↑  Axelsson, Maria Gunther (2014-12-17). Big bang eller varde ljus?: Skapelsemyten som pseudovetenskap. Wahlström & Widstrand. ISBN 9789146228288. https://books.google.se/books?id=2srGBQAAQBAJ&pg=PT18&lpg=PT18&dq=kreationism+pseudovetenskap&source=bl&ots=y21mU4lsQI&sig=BkS8x-gK6r_kibTy7MPxYOS7Xfw&hl=sv&sa=X&ved=0ahUKEwjq1u3kqcHWAhUmDJoKHW-lCVIQ6AEIYDAJ#v=onepage&q=kreationism%20pseudovetenskap&f=false. Läst 25 september 2017
11. ↑  Eugenie C. Scott:The Creation/Evolution Continuum
12. ↑  Psaltaren 90:4
13. ↑  Petrus andra brev 3:8
14. ↑  Evolution Vs. Creationism: An Introduction, by Eugenie Carol Scott, Niles Eldredge, University of California Press, 2005, sidan 60. ISBN 9780520246508
15. ↑  Krister Renards webbplats, avsnittet "Ljushastighetens konstans". Notera dock att Krister Renard själv anammar gammaljordskreationism.
16. ↑  Gerardus D. Bouw GEOCENTRICITY: A Fable for Educated Man?
17. ↑  Numbers 2006, s. 268–285.
18. ↑  Kehoe, Alice B. (1983), ”The word of God”, i Godfrey, Laurie R., Scientists Confront Creationism, New York: W. W. Norton & Company, s. 1–12, ISBN 9780393301540, https://books.google.com/books?id=bjYPs9siZzgC
19. ↑  Montgomery, David R. (2012). The Rocks Don't Lie: A Geologist Investigates Noah's Flood. Norton. ISBN 9780393082395. https://books.google.com/books?id=92tuITDWvCYC
20. ↑  Plavcan 2007, "The Invisible Bible: The Logic of Creation Science," p. 361. "Most creationists are simply people who choose to believe that God created the world – either as described in Scripture or through evolution. Creation Scientists, by contrast, strive to use legitimate scientific means both to disprove evolutionary theory and to prove the creation account as described in Scripture."
21. ↑  Numbers 2006, s. 271–274.
22. ↑  Harold, Francis B.; Eve, Raymond A. (1995). Cult Archaeology and Creationism. University of Iowa Press, Iowa City, Iowa. ISBN 9780877455134. https://books.google.com/books?id=649mAAAAMAAJ&q=creationist+pseudoarchaeology+bible
23. ↑  Moshenska, Gabriel (November 2012). ”The Oxford Companion to Archaeology”. i Neil Asher Silberman. The Oxford Companion to Archaeology. "1". Oxford University Press. s. 54. ISBN 9780199735785.
24. ↑  Pennock, Robert T. (2000). Tower of Babel: The Evidence against the New Creationism. Bradford Books. ISBN 9780262661652. https://books.google.com/books?id=aC1OccYnX0sC&q=Tower+of+Babel:+The+Evidence+Against+the+New+Creationism
25. ↑  Numbers 2006, sid. 375–376, 392–393.
26. ↑  Brown, C. Mackenzie (2002) Hindu and Christian Creationism: “Transposed Passages” in the Geological Book of Life, Zygon 37(1):95-114
27. ↑  Groves, C (1994) Creationism: The Hindu View: A Review of Forbidden Archeology, by Michael A. Cremo and Richard L. Thompson
28. ↑  ”Human Artifacts In The Layers”. http://www.genesisalive.com/flood-artifacts.html. Läst 14 juni 2015.
29. ↑  Referens angående tolkningen av versen 51:47: QURAN ( ENGLISH ) & COMMENTARY BY MUHAMMED ESED
30. ↑  Referens angående tolkningen av versen 21:30:QURAN ( ENGLISH ) & COMMENTARY BY MUHAMMED ESED
31. ↑  Referens angående beteckningen på ordet dabbah:QURAN ( ENGLISH ) & COMMENTARY BY MUHAMMED ESED Arkiverad 28 december 2010 hämtat från the Wayback Machine.
32. ↑  ”Man and Evolution” (på engelska). Al-Islam.org. 27 januari 2013. https://www.al-islam.org/philosophy-islam-sayyid-muhammad-husayni-beheshti-muhammad-jawad-bahonar/man-and-evolution. Läst 12 februari 2021.
33. ↑  ”Sermon 1: Praise is due to Allah whose worth cannot be descrive….” (på engelska). Al-Islam.org. 27 december 2017. https://www.al-islam.org/nahjul-balagha-part-1-sermons/sermon-1-praise-due-allah-whose-worth-cannot-be-descrive. Läst 12 februari 2021.
34. ↑  Gunther Axelsson, Maria (2006). Big Bang eller Varde ljus? Skapelsemyten som pseudovetenskap. Wahlström & Widstrand. sid. 52. ISBN 91-46-21302-3
35. ↑  ”Stephen Jay Gould:Nonoverlapping Magisteria”. Arkiverad från originalet den 4 januari 2017. https://web.archive.org/web/20170104061453/http://www.stephenjaygould.org/library/gould_noma.html. Läst 14 februari 2009.
36. 1 2  Mark Isaak:An Index to Creationist Claims, även utgiven som The Counter-Creationism Handbook ISBN 978-0-313-33305-7
37. 1 2 3  Banch, Glenn; Scott, Eugenie C. (1 december 2008). ”The Latest Face of Creationism”. Scientific American. http://www.sciam.com/article.cfm?id=the-latest-face-of-creationism&page=3. Läst 15 februari 2009.
38. 1 2 3  Gunther Axelsson, Maria (2006). Big Bang eller Varde ljus? Skapelsemyten som pseudovetenskap. Wahlström & Widstrand. ISBN 91-46-21302-3
39. ↑  Barbara Forrest & Paul R. Gross:Creationism's Trojan Horse: The Wedge of Intelligent Design s 7 Arkiverad 6 oktober 2006 hämtat från the Wayback Machine. "In the face of the extraordinary and often highly practical twentieth-century progress of the life sciences under the unifying concepts of evolution, their “science” consists of quote-mining—minute searching of the biological literature—including outdated literature—for minor slips and inconsistencies and for polemically promising examples of internal arguments. These internal disagreements, fundamental to the working of all natural science, are then presented dramatically to lay audiences as evidence of the fraudulence and impending collapse of 'Darwinism.'"
40. ↑  Gunther Axelsson, Maria (2006). Big Bang eller Varde ljus? Skapelsemyten som pseudovetenskap. Wahlström & Widstrand. ISBN 91-46-21302-3
41. ↑  The TalkOrigins Archive: The Quote Mine Project, läst 2009-04-09
42. ↑  Ett exempel på hur evolutionsteorin uppfattas från Krister Renards webbsajt
43. ↑  En bok om vetenskap, evolution, skapelse, Gudstro ISBN 91-89299-29-9
44. ↑  Forrest, Barbara (maj 2007). ”Understanding the Intelligent Design Creationist Movement: Its True Nature and Goals. A Position Paper from the Center for Inquiry, Office of Public Policy” (PDF). Center for Inquiry, Inc. Arkiverad från originalet den 19 maj 2011. https://web.archive.org/web/20110519124655/http://www.centerforinquiry.net/uploads/attachments/intelligent-design.pdf. Läst 5 april 2009..
45. ↑  Teaching Intelligent Design: What Happened When? av William A. Dembski"The clarion call of the intelligent design movement is to 'teach the controversy.'"
46. ↑  Thomas F. Glick. ”Intelligent design | History & Facts” (på engelska). Encyclopedia Britannica. https://www.britannica.com/topic/intelligent-design. Läst 2 september 2019.
47. ↑  Scott, Eugenie C.; Matzke, Nicholas J. (2007-05-15). ”Biological design in science classrooms”. Proceedings of the National Academy of Sciences of the United States of America 104 (Suppl 1):  sid. 8669–8676. doi:10.1073/pnas.0701505104. ISSN 0027-8424. PMID 17494747. PMC: 1876445. https://www.ncbi.nlm.nih.gov/pmc/articles/PMC1876445/. Läst 2 september 2019.
48. ↑  Cathrine Ringbäck. ”Driver podd som kritiserar evolutionen”. Världen Idag. https://www.varldenidag.se/ung-kristen/driver-podd-som-kritiserar-evolutionen/288408. Läst 4 januari 2025.
49. ↑  Gunther Axelsson, Maria (2006). Big Bang eller Varde ljus? Skapelsemyten som pseudovetenskap. Wahlström & Widstrand. sid. 15-22, 66-67. ISBN 91-46-21302-3
50. ↑  Motion 1991/92:Ub287 Creationism
51. ↑  Tuve Skånberg (7 oktober 2008). ”Det öppna forskningsklimatet och evolutionsläran”. Svenska Evangeliska Alliansen. Arkiverad från originalet den 1 oktober 2015. https://web.archive.org/web/20151001125503/http://www.sea.nu/viewNavMenu.do?menuID=55&oid=13103. Läst 23 oktober 2008.
52. ↑  ”Skolverket: Darwins lära gäller”. SVT. 8 november 2006. https://www.svt.se/nyheter/inrikes/skolverket-darwins-lara-galler. Läst 4 januari 2025.
53. ↑  ”Intelligent design får läras i skolan”. Lärarnas tidning. 22 juni 2006. https://www.lararnastidning.net/intelligent-design-far-laras-i-skolan/. Läst 4 januari 2025.
54. ↑  ”Intelligent design är en vetenskap”. Expressen. 22 april 2006. https://www.expressen.se/debatt/intelligent-design-ar-en-vetenskap/. Läst 4 januari 2025.